# Radnice v Solsoně
Radnice v Solsoně, katalánsky Casa de la Ciutat nebo Cal Puigdepons, je budova na území obce Solsona, v katalánské provincii Lleida, zahrnutá do soupisu architektonického dědictví Katalánska (IPA 17656).

## Popis
Dům byl postaven obchodníkem Puigdeponsem. Prodal ho v roce 1528 jinému obchodníku - Joanu Comesovi. V roce 1677 se budova stala radnicí poté, co ji město koupilo v dražbě. Několik let se v suterénu budovy nacházelo Etnografické muzeum.
Veřejná budova je typická pro první čtvrtinu 16. století. Je celá kamenná, má suterén a tři podlaží. Přízemí sloužilo jako sklad zboží. Na portálu je erb Puigdeponsů.

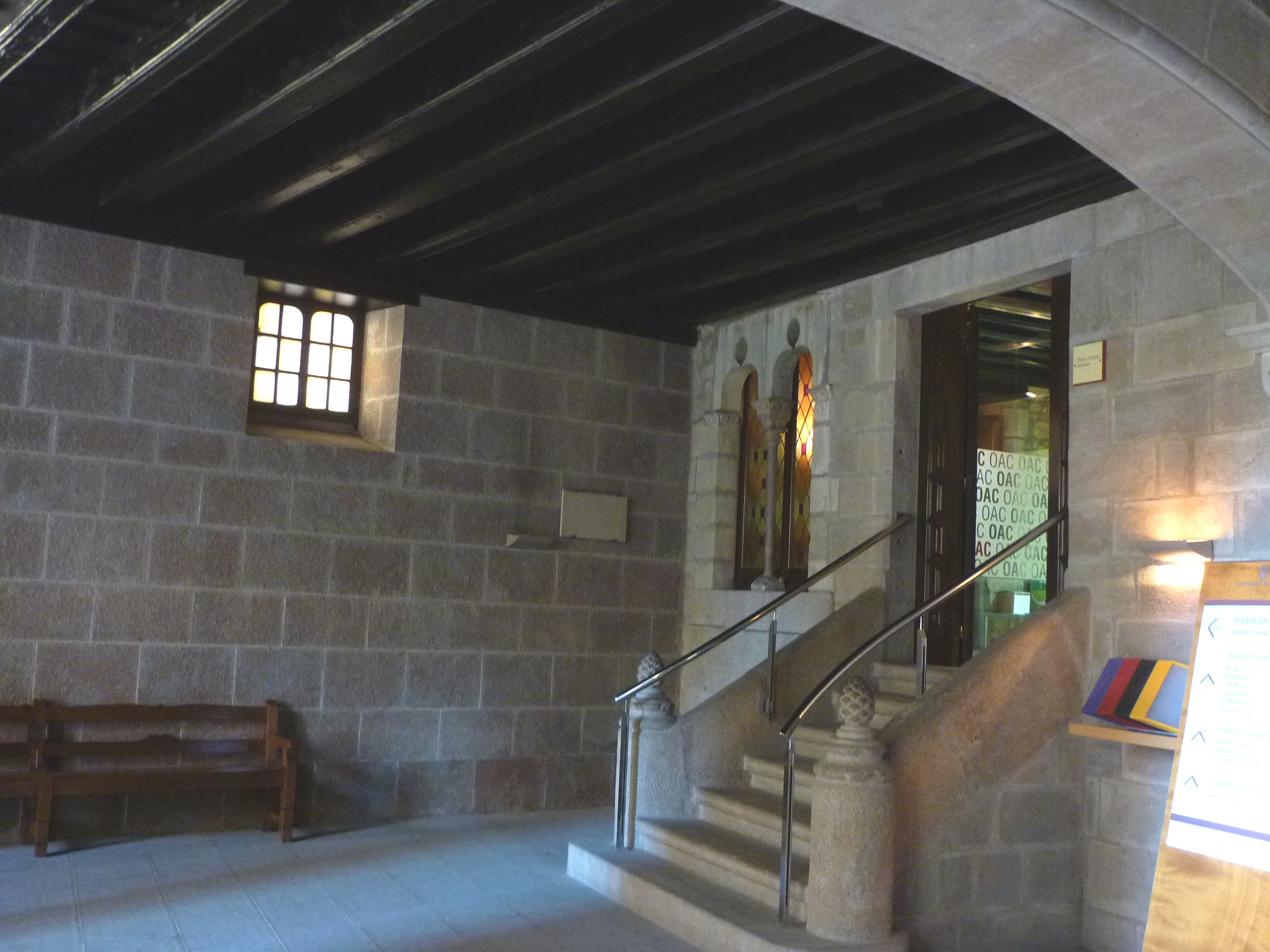
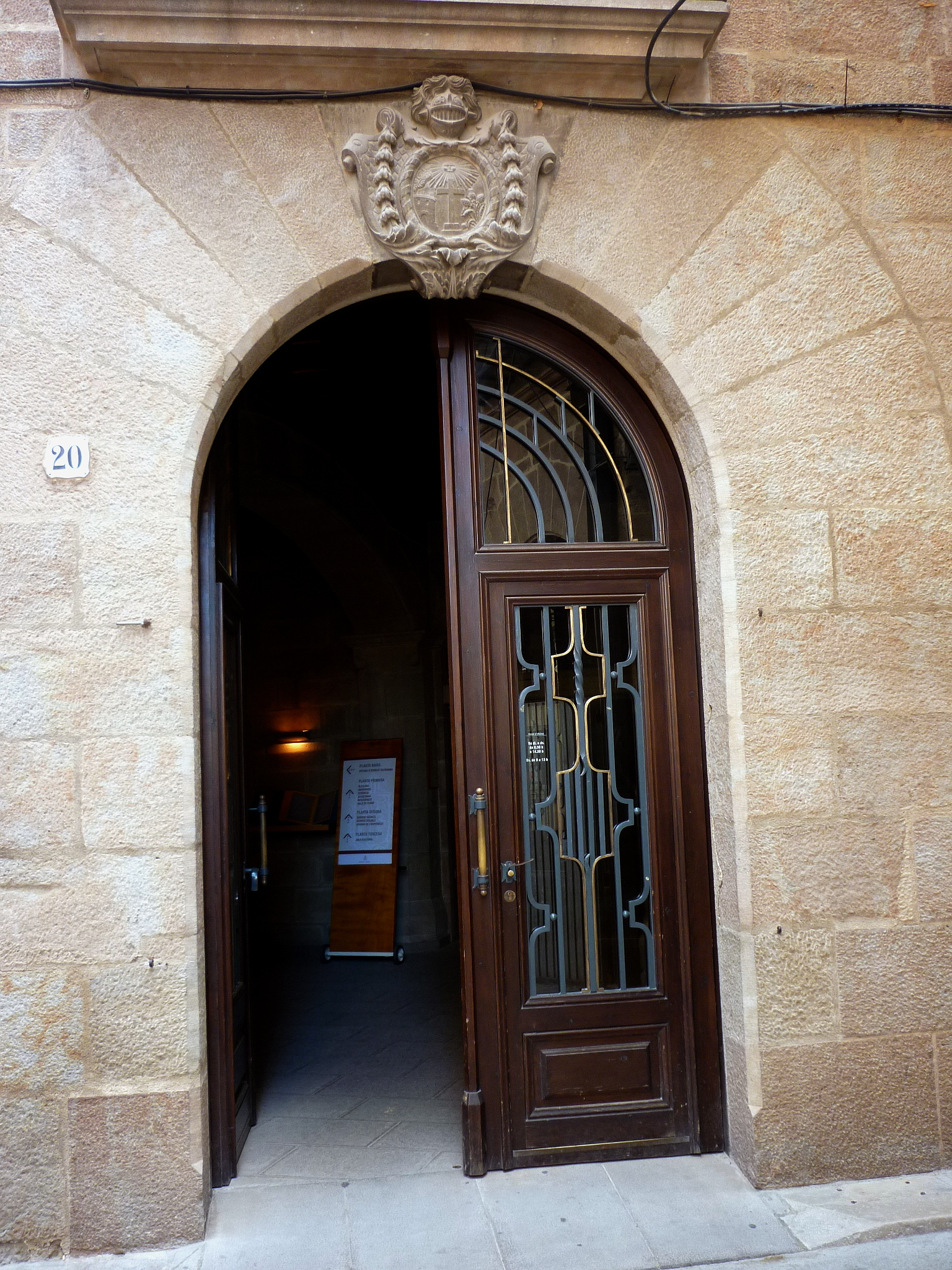
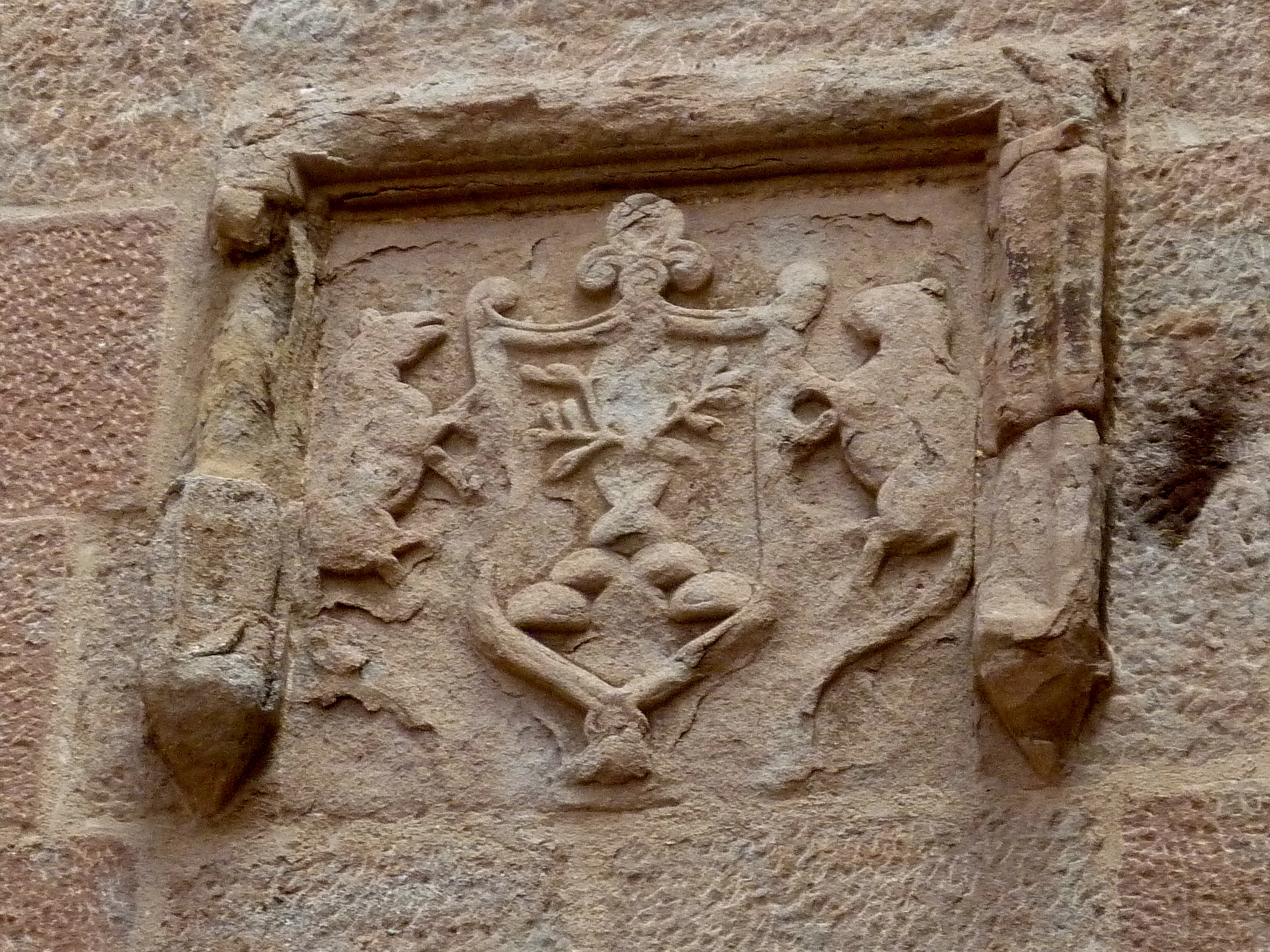